# 659 aC
L'any 659 aC va ser un any del calendari romà pre-julià. A l'Imperi Romà es coneixia com l'any 95 ab urbe condita. La denominació 659 aC per a aquest any s'ha utilitzat des de l'època medieval primerenca, quan l'era del calendari Anno Domini es va convertir en el mètode prevalent a Europa per nomenar els anys.

## Esdeveniments
- Possible any de la destrucció de la ciutat Alba Longa a mans dels romans.